# Гадзаман Іван
Гадзаман Іван (дати народження та смерті невідомі) — громадський та політичний діяч на Далекому Сході.
Учитель із Перемишля. Інтернований під час Першої світової війни до Сибіру, згодом — до м. Хабаровськ. Скрізь намагався організувати навчання українських дітей рідною мовою, за що зазнав гонінь царської влади. Після Лютневої революції 1917 — активний діяч Хабаровської української громади. 1918—1920 — секретар з освітніх справ Українського далекосхідного секретаріату. Від осені 1918 — у м. Владивосток, керував лекційною комісією місцевого товариства «Просвіта». Від квітня 1919 — редактор газети «Щире Слово»; заступник голови, з квітня 1920 — голова «Просвіти». Активно займався організацією українського шкільництва на Зеленому Клині, виданням українських підручників. Автор проєкту Конституції національно-культурної автономії (самоврядування) українців Далекого Сходу, утвердженої Другою сесією Української Далекосхідної Крайової Ради 30 травня 1919 року. Ймовірно, 1920 року евакуювався до Галичини.